# August Breuner-Enckevoirt

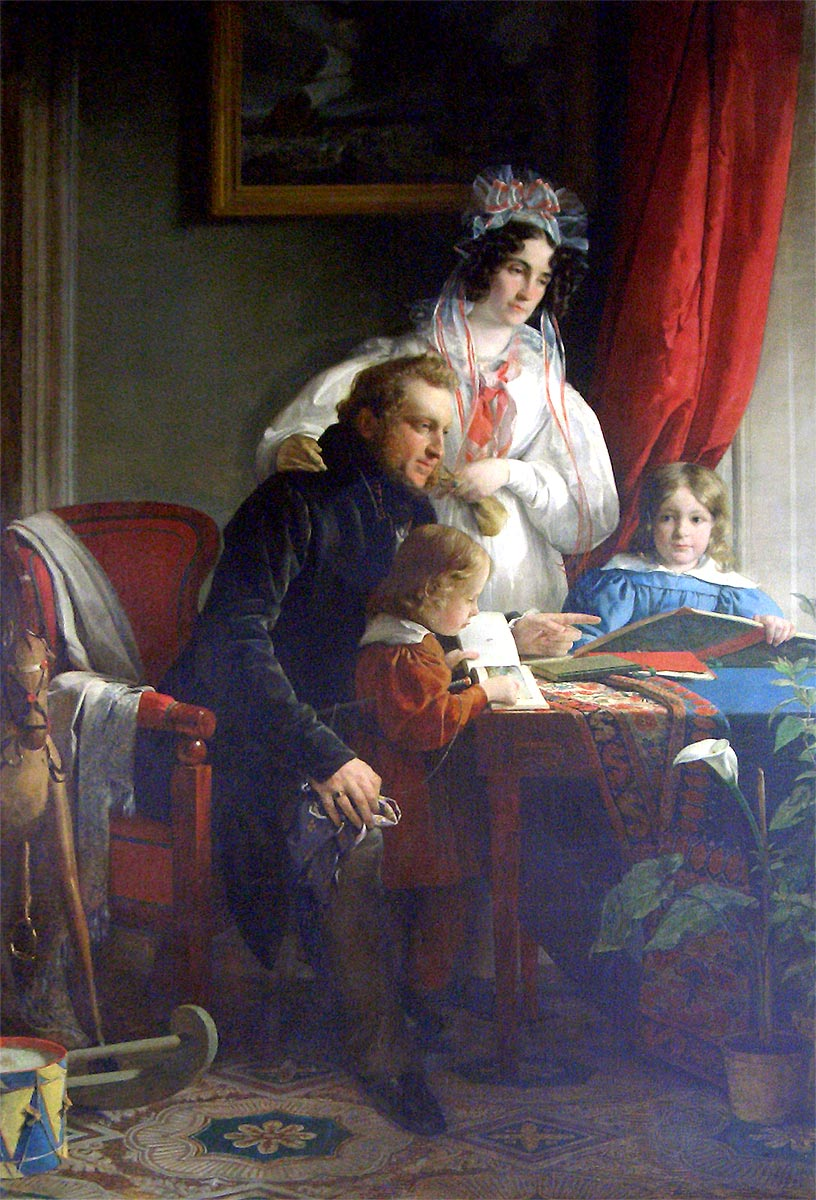
Graf August von Breuner-Enckevoirt mit Gattin Maria Theresia Esterhazy und den beiden Kindern, Ölgemälde von Friedrich von Amerling, 1834

Graf August von Breuner-Enckevoirt, auch Breunner-Enckevoirt, vollständiger Name Graf August Ferdinand Paul Ludwig Breuner-Enckevoirth, Graf von Asparn, Edler Herr auf Staatz, Freiherr auf Fladnitz, Stübing, Rabenstein, (* 30. Juni 1796 in Regensburg; † 23. April 1877 in der Villa Weinhart, Obermais bei Meran) war ein österreichischer Adliger, Gutsbesitzer, Beamter, Abgeordneter und Sammler.

## Leben
Breuner entstammte der Adelsfamilie Breuner und erbte nach dem Tode seines Vaters Graf Josef Breuner-Enckevoirth (1765–1813) dessen Titel und Güter, so u. a. den Titel des Oberst-Erblandkämmerer in Niederösterreich. Er war Gutsbesitzer in Grafenegg, Neuaigen und Asparn an der Zaya. In Wien war er als Beamter (Hofsekretär, Hofrat und Ministerialrat) in der Hofkammer sowie im Ministerium für Landeskultur und Bergwesen tätig.
Er gehörte zu den Führern der liberalen Opposition in Österreich, war 1848 am Rücktritt Metternichs beteiligt und nach der Revolution von 1848 Präsident des Sicherheits-Ausschusses in Wien. Von 1861 bis 1863 war Breuner Mitglied im Abgeordnetenhaus des Reichsrates und von 1861 bis 1865 Abgeordneter im Landtag von Niederösterreich als Vertreter der Großgrundbesitzer.
Seinen Sitz Schloss Grafenegg ließ er seit 1840 im romantisch-historistischen Stil durch den Architekten Leopold Ernst und dessen Sohn Hugo Ernst umfassend umbauen. Um 1853 erwarb er das Palais Lubomirski in Wien, das er jedoch in den späten 1860er Jahren wieder verkaufte. 1869 erwarb er das Palais Neupauer in Wien, das den Namen Palais Breuner erhielt. Beim Wiener Börsenkrach von 1873 verlor er einen Großteil seines Vermögens.
Er sammelte u. a. Fossilien. Alte Etiketten der k. k. Geologischen Reichsanstalt weisen ihn als Stifter paläontologischer Objekte aus. Er soll die miozäne Mollusken-Fundstelle in Niederkreuzstetten entdeckt haben. Der Unterkiefer eines Deinotherium giganteum aus Stettenhof bei Krems schenkte er dem Naturalien-Cabinet.

## Familie
Breuner heiratete 1827 Gräfin Maria Theresia Caroline Esterházy von Galántha (1802–1837). Mit ihrem Sohn August Johann (1828–1894) starb der Familienzweig aus, da dieser nur Töchter hatte.